# آزمایش قطره روغن

آزمایش قطره روغن

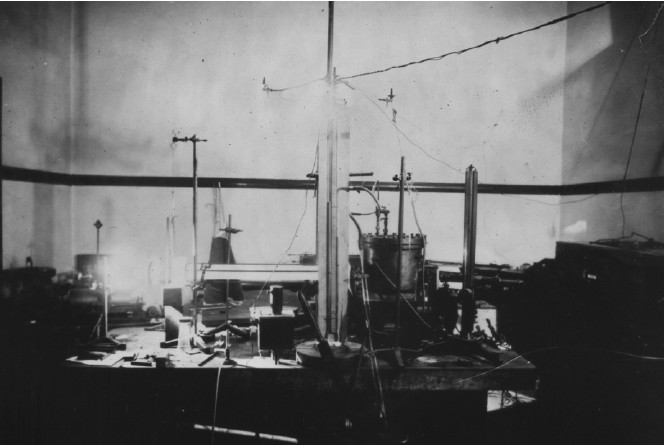
وسایل آزمایش میلیکان برای اندازه‌گیری بار الکترون

وقتی قطره پایین می‌رود

آزمایش قطره روغن یک آزمایش از سوی رابرت میلیکان و هاروی فلچر در ۱۹۰۹ بود که به اندازه‌گیری بار الکترون انجامید.
این آزمایش بر پایه تعادل سه نیرو بود؛ نیروی روبه‌پایین گرانش، نیروی رو به بالای اصطکاک، و نیروی الکتروستاتیک در قطره‌های باردار روغن که میان دو الکترود معلق می‌ماندند. از آنجاکه چگالی روغن شناخته شده‌بود، جرم قطره‌ها معلوم بود. وقتی تعادل مکانیکی میان این نیروها برقرار می‌شد، مجموع نیروهای اصطکاک و الکترومغناطیسی برابر با نیروی گرانشی می‌شد. با تکرار این آزمایش برای قطره‌های زیاد، آنها به مقدار −۱٫۵۹۲۴(۱۷)×۱۰−۱۹ C برای بار بنیادی رسیدند که تنها کمتر از ۰٫۶٪ نسبت به مقدار کنونی یعنی −۱٫۶۰۲۱۷۶۴۸۷(۴۰)×۱۰−۱۹ C خطا دارد.